# Kraftwerk Hemweg
Das Kraftwerk Hemweg ist ein GuD-Kraftwerk in Amsterdam, Provinz Noord-Holland, Niederlande. Es hat eine installierte Leistung von 435 (bzw. 440) MW. Das Kraftwerk ist im Besitz von Vattenfall und wird auch von Vattenfall betrieben.

## Geschichte

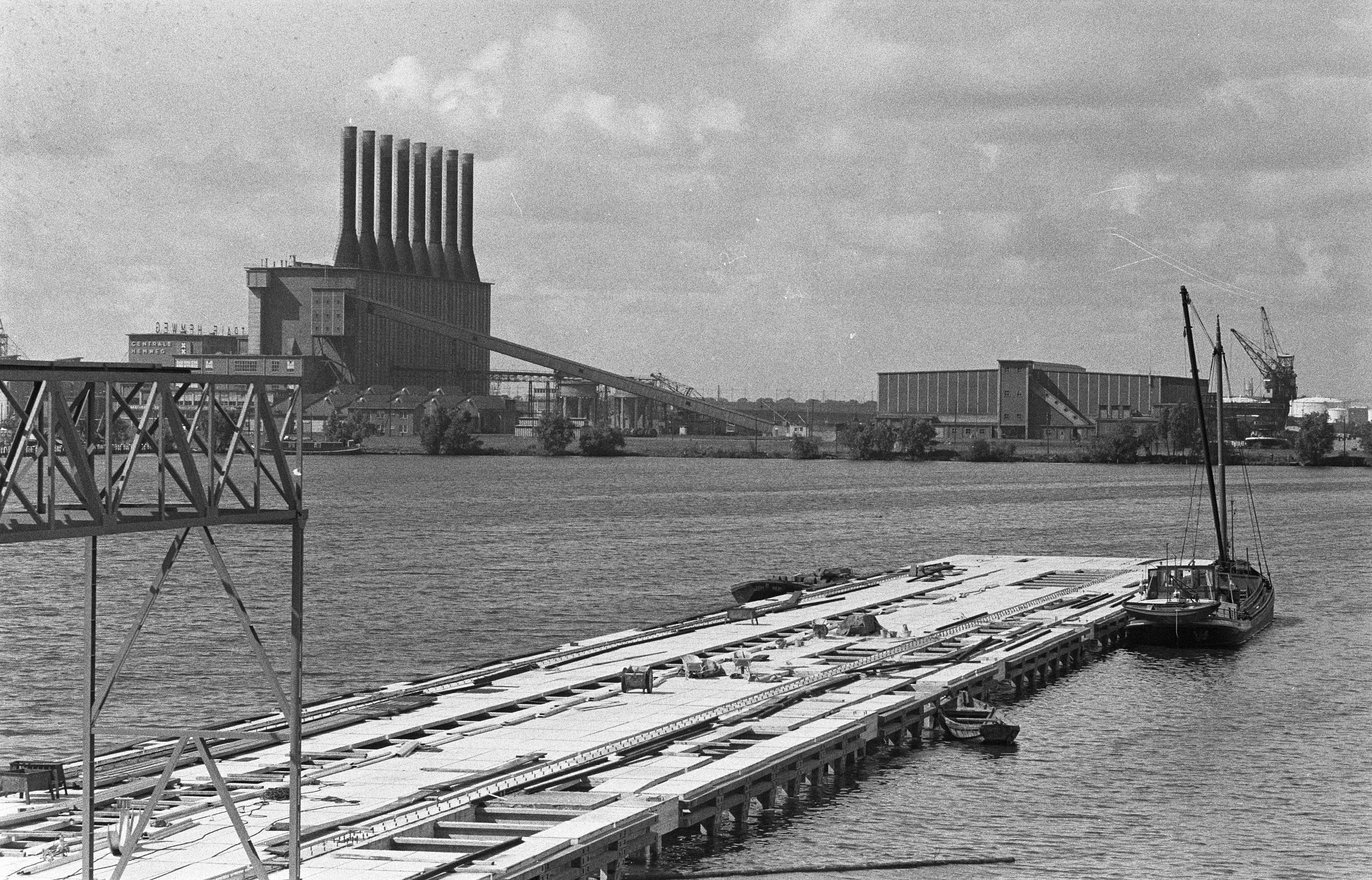
Das Kraftwerk Hemweg im Jahr 1960

Der Bau des zunächst ausschließlich mit Steinkohle befeuerten Kraftwerks Hemweg begann 1948. Im Jahr 1952 ging der erste Block in Betrieb, die offizielle Eröffnung fand am 3. Oktober 1953 statt. Bis 1954 folgten drei weitere Blöcke mit je 52,8 MW elektrischer Leistung. Diese ursprünglichen vier Blöcke wurden 1978 stillgelegt. Bis 1980 war das Gebäude mit einer markanten Reihe von acht jeweils 80 Meter hohen Kraftwerk-Schornsteinen prägend für das Stadtbild im westlichen Hafengebiet von Amsterdam.
In den 1960er Jahren kamen zwei neue Blöcke hinzu. Diese Anlagen wurden 1966 und 1968 in Betrieb genommen und konnten Erdgas und Öl verbrennen. Zu dieser Zeit war der neue Schornstein mit 150 Metern der höchste Punkt in Amsterdam. Im Jahr 1979 wurde Block 7 in Betrieb genommen. Diese Anlage wurde 1988 um eine Gasturbine erweitert, hierdurch wurde Block 7 zu einem Gas-und-Dampf-Kombikraftwerk mit einer maximalen effektiven Leistung von 599 MW elektrisch. Die Blöcke 5 bis 7 wurden inzwischen ebenfalls stillgelegt und abgerissen.
Im Jahr 1994 kam dann Block 8 hinzu, der mit Steinkohle befeuert wurde. Die effektive Leistung der Anlage lag bei 650 MW. Am 18. Mai 2018 beschloss die niederländische Regierung, die Kohleverstromung im Kraftwerk Hemweg und im Kraftwerk Amer vor 2025 zu beenden. Das Kraftwerk Hemweg emittierte 2018 rund 3,6 Megatonnen Kohlendioxid; dies waren fast zwei Prozent der gesamten niederländischen CO2-Emissionen. Der Betreiber Vattenfall erhielt eine Verlustkompensation von 52,5 Mio. Euro für die vorzeitige Stilllegung. Die letzte Kohle wurde am 21. Dezember 2019 verbrannt, danach wurde Block 8 am 23. Dezember 2019 stillgelegt. Mit dem Rückbau soll 2020 begonnen werden.
Block 9 wurde 2012 in Betrieb genommen und besteht aus einer Gasturbine sowie einer nachgeschalteten Dampfturbine. An die Gasturbine ist ein Abhitzedampferzeuger angeschlossen, der dann die Dampfturbine versorgt. Der Wirkungsgrad der Anlage liegt bei 59 %.

## Kraftwerksblöcke
Das Kraftwerk bestand zuletzt aus zwei Anlagen. Die folgende Tabelle gibt einen Überblick:
| Block | Einheit | Brennstoff        | Max. Leistung (MW) | Betriebsbeginn | Stilllegung | Turbine | Generator | Dampfkessel | Status      |
| ----- | ------- | ----------------- | ------------------ | -------------- | ----------- | ------- | --------- | ----------- | ----------- |
| 1     |         | Steinkohle        | 58,2               | 1952           | 1978        |         |           |             | abgerissen  |
| 2     |         | Steinkohle        | 58,2               | 1953/54        | 1978        |         |           |             | abgerissen  |
| 3     |         | Steinkohle        | 58,2               | 1953/54        | 1978        |         |           |             | abgerissen  |
| 4     |         | Steinkohle        | 58,2               | 1953/54        | 1978        |         |           |             | abgerissen  |
| 5     |         | Erdgas und Heizöl | 125                | 1966           | 1996        |         |           |             | abgerissen  |
| 6     |         | Erdgas und Heizöl | 125                | 1968           | 1996        |         |           |             | abgerissen  |
| 7     |         | Erdgas            | 599                | 1979           | 2013        |         |           |             | abgerissen  |
| 8     |         | Steinkohle        | 680                | 1994           | 2019        | ABB     | ABB       | Stork       | stillgelegt |
| 9     | 1       | Erdgas            | 280                | 2012           |             | Siemens | Siemens   | NEM         | in Betrieb  |
| 9     | 2       | Erdgas            | 155                | 2012           |             | Siemens | Siemens   |             | in Betrieb  |